# Op. cit.

Op. cit. este prescurtarea din latină a cuvintelor „opus citatum” sau „opere citato” și care înseamnă „opera citată”.
Se folosește pentru retrimiterea la o referință bibliografică deja utilizată în cadrul materialului. Aceasta se utilizează doar în locul operei, nu și a numelui autorului, în cel mai fericit caz, cu trimitere la nota de subsol unde apare respectiva operă pentru prima oară.